# یواس‌اس اولیک (دی‌دی-۲۵۸)
یواس‌اس اولیک (دی‌دی-۲۵۸) (به انگلیسی: USS Aulick (DD-258)) یک کشتی بود که طول آن ۳۱۴ فوت ۴ ۱⁄۲ اینچ (۹۵٫۸۲۲ متر) بود. این کشتی در سال ۱۹۱۹ ساخته شد.